# Васкес, Табаре
Табаре́ Рамо́н Ва́скес Ро́сас (исп. Tabaré Ramón Vázquez Rosas; 17 января 1940, Монтевидео, Уругвай — 6 декабря 2020, Монтевидео) — уругвайский государственный и политический деятель, дважды президент Уругвая.
Занимал пост главы государства с 1 марта 2005 по 1 марта 2010 года, был избран на этот пост 31 октября 2004 года. Во второй раз был избран президентом страны в ноябре 2014 года, занимал эту должность с 1 марта 2015 по 1 марта 2020 года. Онколог по профессии, Васкес — член левоцентристского Широкого фронта.

## Биография
Галисийского происхождения, сын профсоюзного активиста левых взглядов. В 1972 году Васкес закончил медицинский факультет университета Уругвая по специальности в области онкологии. В 1976 году был удостоен гранта от французского правительства, что позволило ему получить дополнительное образование в парижском Институте Гюстава Русси, считающемся одним из лучших онкологических центров в мире. В 1986 году был соучредителем Центра онкологии и радиотерапии (Centro de Oncología y Radioterapia, COR) — одного из ведущих учреждений по борьбе с раком в стране.
В 1983 году вступил в подпольную Социалистическую партию Уругвая, в 1987 году вошёл в состав её центрального комитета. В 1990—1995 годах Васкес был первым мэром Монтевидео от коалиции левых и левоцентристских партий Широкий фронт. В роли градоначальника улучшил работу коммунальных служб и увеличил зарплату работников социальной сферы, частично за счёт увеличения долга столичной казны.
На выборах 1994 года был кандидатом в президенты Уругвая, но набрал лишь 30,6 % и проиграл. В 1996 году избран лидером Широкого фронта, сменив Либера Сереньи. В 1999 году вновь участвовал в выборах, но, набрав во втором туре 45,9 %, проиграл Хорхе Батлье Ибаньесу. В 2004 году, получив 51,7 %, был избран первым президентом Уругвая, не принадлежащим ни к либеральной партии Колорадо, ни к правой — Бланко.
В качестве президента Васкес проводил в жизнь программу Широкого фронта, выступая за реформирование системы налогообложения, увеличение социальной защиты населения, в том числе помощи продовольствием и увеличения поддержки здравоохранения. Провёл налоговую (2007) и пенсионную (2009) реформы. Досрочно (в 2006 году) погасил кредит МВФ. При Васкесе наблюдались стабильный рост ВВП страны и сокращение уровня бедности. Велось активное расследование преступлений военной хунты 1970-х годов.
Васкес активно налаживал внешнеполитические связи, в том числе в Юго-Восточной Азии; благодаря действиям руководителя внешнеполитического ведомства Рейнальдо Гаргано были восстановлены дипломатические отношения с Кубой. Парламент пытался провести закон о легализации абортов, запрещённых в Уругвае с 1938 года. Васкес, тем не менее, неоднократно объявлял о том, что он может использовать право вето в случае несогласия с парламентом.
В 2008 году вышел из Социалистической партии Уругвая. В конце 2009 года новым президентом страны был избран его соратник по Широкому фронту Хосе Мухика, и 1 марта 2010 года Табаре Васкес завершил президентскую деятельность (Конституция запрещает баллотироваться на пост президента два срока подряд).
30 ноября 2014 года во втором туре президентских выборов Табаре Васкес победил своего консервативного соперника Луиса Альберто Лакалье Поу и был объявлен новоизбранным президентом. Вступил во второй раз в должность 1 марта 2015 года.
В октябре 2015 года во время полёта с официальным визитом во Францию оказал своевременную медицинскую помощь и участвовал в спасении жизни пассажирки авиарейса.
Скончался 6 декабря 2020 года в Монтевидео. В связи со смертью Васкеса в Уругвае был объявлен трёхдневный траур.

## Семья

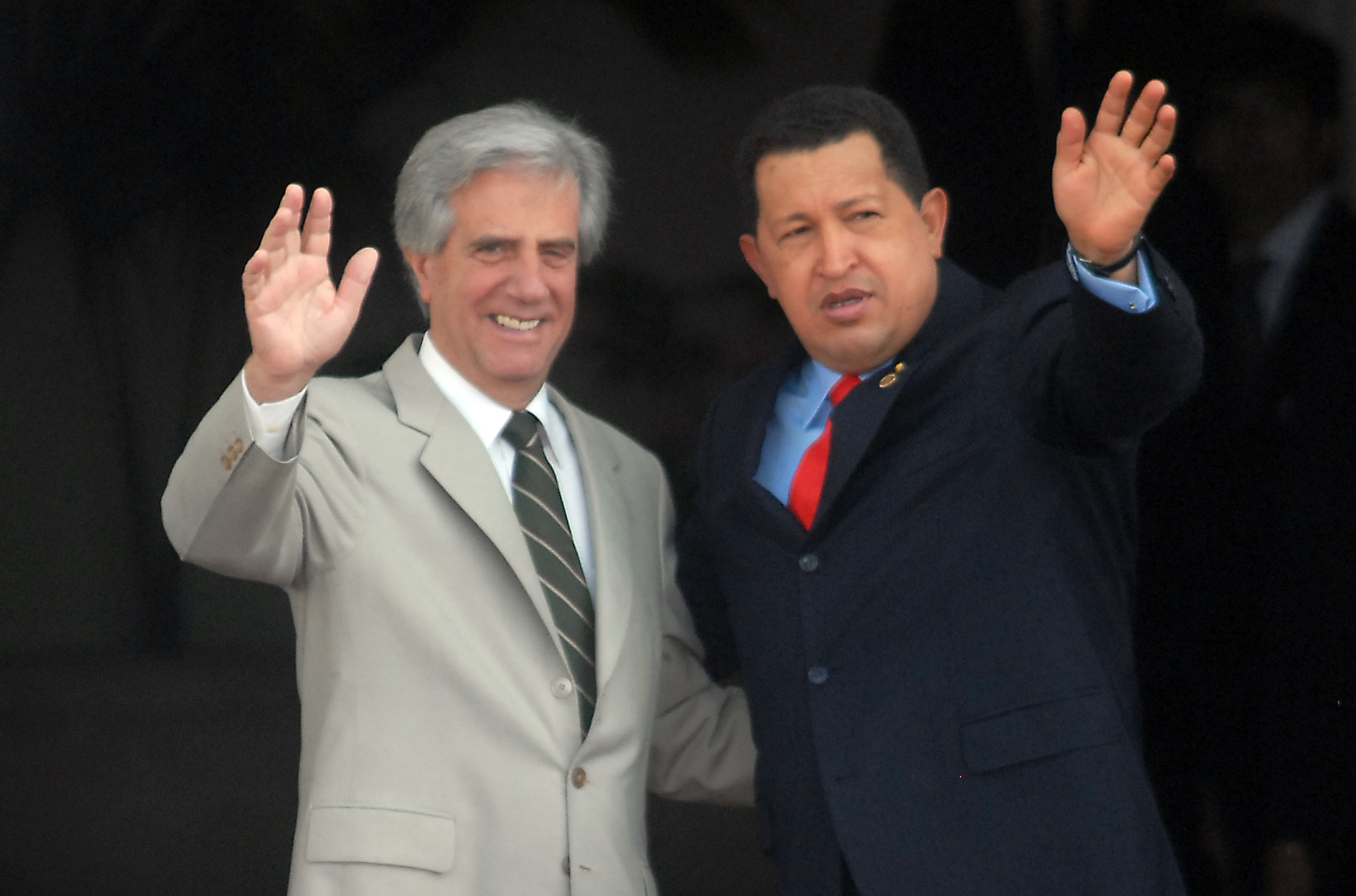
Табаре Васкес и Уго Чавес

Женат на Марии Дельгадо. У супругов четверо детей, одного из которых они усыновили (Игнасио, Альваро, Хавьер и усыновлённый Фабиан).

## Награды
- Кавалер ордена Заслуг (Катар; 3 мая 2007)[7]
- Кавалер большого креста Национального ордена Сан-Лоренсо (Боливия; 7 сентября 2010)[8]
- Кавалер Большого креста специального класса ордена Омара Торрихоса Эррера (Панама, 2008)[9]
- Медаль военных заслуг Уругвая; 18 мая 2011[10][11]

## Увлечения
В 1978 году Васкес, известный поклонник футбола, стал вице-президентом столичного ФК «Прогресо», а затем был его председателем в 1979—1989 годах, пока его клуб не стал в первый и единственный раз чемпионом Уругвая, и Васкес ушёл с поста.